# Aristolochia boliviensis
Aristolochia boliviensis är en piprankeväxtart som beskrevs av Carl Ernst Otto Kuntze. Aristolochia boliviensis ingår i släktet piprankor, och familjen piprankeväxter. Inga underarter finns listade i Catalogue of Life.